# Borure de ruthénium
Ru7B3, Ru11B8, Ru2B3, RuB2, Ru2B5

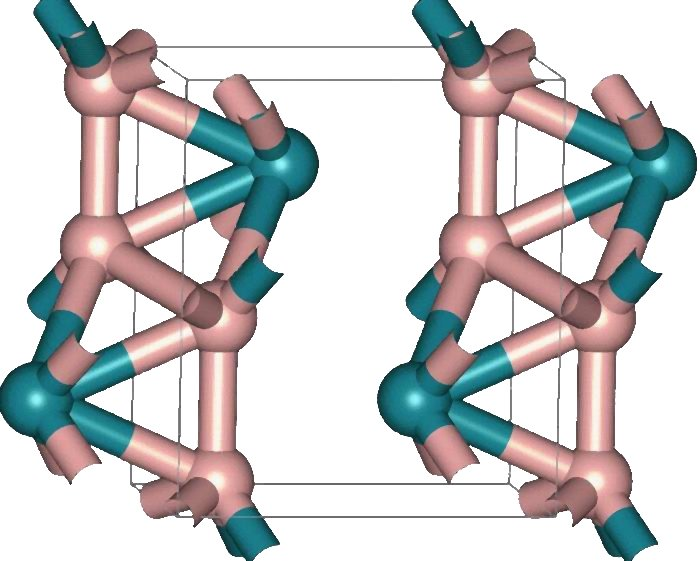
Structure cristalline du diborure de ruthénium.

Un borure de ruthénium est un composé binaire du bore et du ruthénium. On en connaît cinq :
- le triborure d'heptaruthénium Ru7B3 (B/Ru ≈ 0,43)[2] ;
- l'octobromure d'hendecaruthénium Ru11B8 (B/Ru ≈ 0,73)[3] ;
- le triborure de diruthénium Ru2B3 (B/Ru = 1,5)[4] ;
- le diborure de ruthénium RuB2 (B/Ru = 2) ;
- le pentaborure de diruthénium Ru2B5 (B/Ru = 2,5)[5].

Le diborure RuB2 cristallise dans le système orthorhombique selon le groupe d'espace Pmmn (no 59) avec les paramètres a = 464,43 pm, b = 286,68 pm et c = 404,49 pm ; noter toutefois une autre caractérisation établissant plutôt une structure hexagonale P6/mmm (no 191) avec a = 285,2 pm et c = 285,5 pm.
La principale caractéristique de ces substances est leur dureté potentiellement élevée. On a mesuré une dureté Vickers Hv = 50 GPa pour des couches minces de RuB2 et Ru2B3, valeur sensiblement plus élevée que celles mesurées pour des matériaux massifs et qu'il reste à corroborer compte tenu des difficultés intrinsèques liées à la mesure de telles duretés, à l'instar des débats autour de la dureté du diborure de rhénium ReB2,.